# Sevier County (Utah)

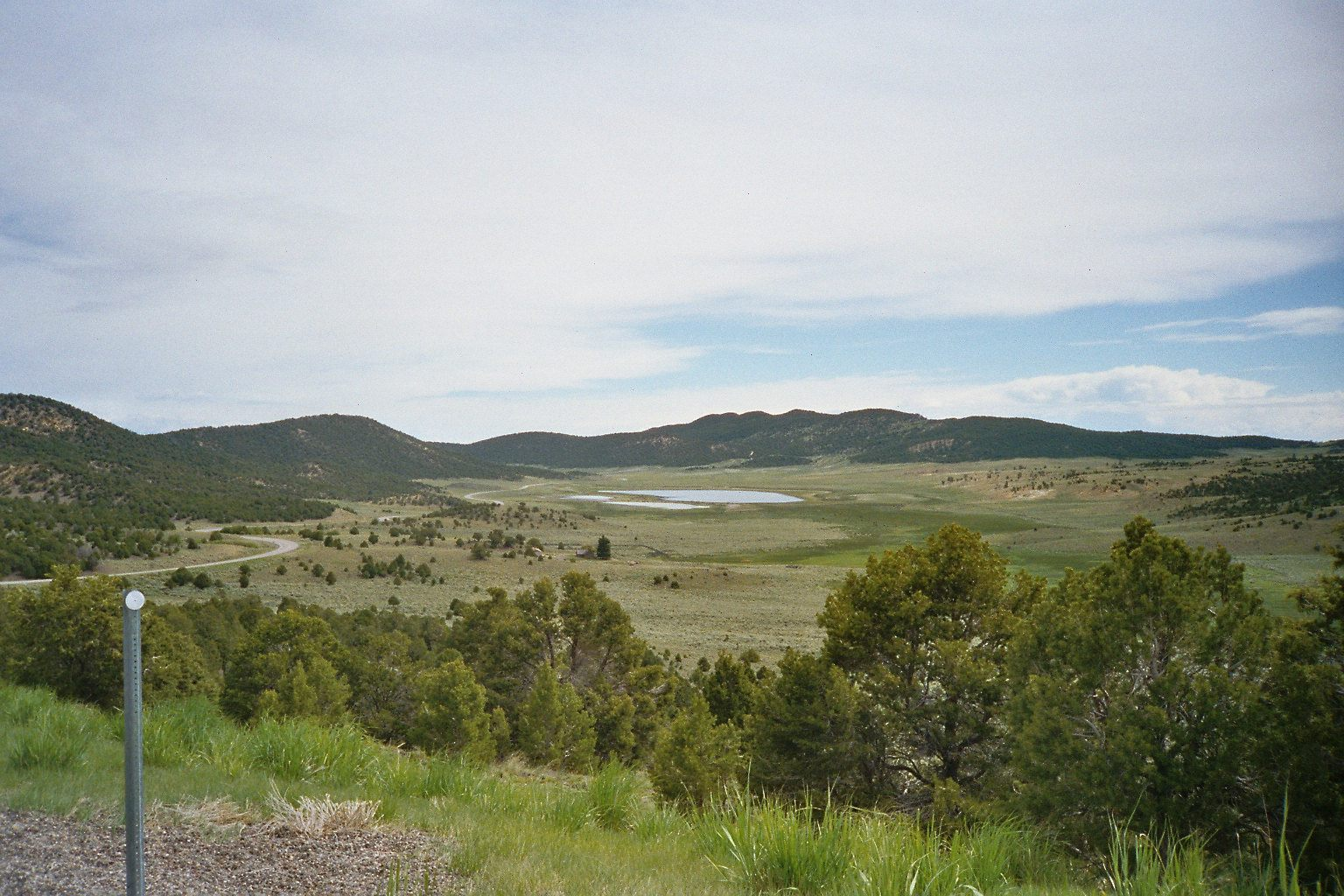
Uitzicht over het Fishlake National Forest.

Sevier County is een van de 29 county's in de Amerikaanse staat Utah.
De county heeft een landoppervlakte van 4.948 km² en telt 20.802 inwoners (volkstelling 2010). De hoofdplaats is Richfield.

## Aangrenzende county's
| Aangrenzende county's | Aangrenzende county's | Aangrenzende county's | Aangrenzende county's | Aangrenzende county's |
| --------------------- | --------------------- | --------------------- | --------------------- | --------------------- |
|                       |                       | Sanpete               |                       |                       |
|                       |                       |                       |                       |                       |
| Millard               | Emery                 |                       |                       |                       |
|                       |                       |                       |                       |                       |
| Beaver                |                       | Piute                 |                       | Wayne                 |

## Bevolkingsontwikkeling
Beaver · Box Elder · Cache · Carbon · Daggett · Davis · Duchesne · Emery · Garfield · Grand · Iron · Juab · Kane · Millard · Morgan · Piute · Rich · Salt Lake · San Juan · Sanpete · Sevier · Summit · Tooele · Uintah · Utah · Wasatch · Washington · Wayne · Weber